# Tarna Mare, Satu Mare
Tarna Mare (în maghiară Nagytarna) este satul de reședință al comunei cu același nume din județul Satu Mare, Transilvania, România. Este situat pe DJ109M.

## Istoric
Prima atestare documentată a satului este din 1430. Adjectivul Mare exprimă relația cu satul ucrainean învecinat, Tarna Mică (în maghiară Kistarna, în ucraineană Hîja), iar datorită importanței sale geografice, întreaga zonă înconjurătoare a fost denumită Ținutul Tarna. Din secolul XV satul aparținea familiei Perényi, iar de numele acestora se leagă colonizarea slovacilor și a germanilor în secolul XIX. Acești coloniști au fost aduși pentru a dezvolta activitățile viticole, miniere și de exploatare forestieră din localitate, ei provenind majoritar din localități mai apropiate și nu din străinătate.
În 1865 s-a construit capela reformată, iar în 1898 biserica ortodoxă, pe locul fostei biserici de lemn. Înaintea demolării, aceasta a fost surprinsă într-o fotografie publicată la începutul secolului XX. Biserica romano-catolică a fost contruită între anii 1904 și 1906. 
În 1880, provit primului recensământ etnic făcut de Regatul Ungariei, în sat trăiau 1.004 de persoane, dintre care 560 erau români, 254 maghiari, 155 germani, 34 ucraineni și 1 slovac.
Din cauza graniței trasate cu Tratatul de la Trianon, rolul de centru micro-regional al satului, care a ajuns într-o poziție periferică, a scăzut. În sat trăia și o mare comunitate de evrei, numărând 350 de persoane în 1930.
Băile Tarna, cunoscute deja din secolul XIX, se află în frumosa vale împădurită a pârâului. Apa minerală de aici feroasă, clorurată, carbogazoasă și sulfuroasă a fost folosită atât pentru cure interne cât și pentru băi. S-au tratat boli ale stomacului și ale ficatului, dar și reumatisme. De pe înălțimile munților care înconjoară băile, există priveliști minunate ale Munților Maramureșului pe de o parte și Valea Tisei pe cealaltă.
Potrivit recensământului din 2002, Tarna Mare avea 1.936 de locuitori, 1.624 fiind români, 168 maghiari, 94 țigani, 27 ucraineni și 23 germani.